# Claire Martin (gymnastique)
Pour les articles homonymes, voir Claire Martin (homonymie) et Martin.
Claire Martin est une gymnaste artistique française, née le 12 mai 1998 à Versailles. Elle a notamment été médaillée de bronze en poutre aux Championnats d'Europe de gymnastique artistique 2015.
Elle est sociétaire du club de La Persévérante de Marsannay-la-Côte, en Côte-d'Or.

## Biographie

### Débuts
Claire Martin commence la gymnastique à l'âge de 3 ans au club de La Persévérante de Marsannay-la-Côte en baby-gym. Petit à petit, elle franchit les étapes et rentre en pré-pôle à Dijon à l'âge de 8 ans. À 11 ans, Claire Martin devient championne de France avenir, puis à l'âge de 13 ans championne de France espoir. C'est au même âge qu'elle intègre l'équipe de France espoir.

### Carrière junior

#### 2012
Claire Martin participe aux championnats d'Europe juniors où elle est engagée sur deux agrès : la poutre et les barres asymétriques. Elle termine 7e avec l'équipe de France. La même année, Claire Martin remporte la médaille de bronze aux championnats de France juniors.

#### 2013
Claire Martin commence sa saison en devenant championne de France juniors au sol et vice-championne de France au concours général et en poutre.
Elle participe quelques mois plus tard à un match contre la Roumanie où elle prend l'argent au concours général et le bronze au sol.
Sa saison se poursuit par une sélection pour le Festival olympique de la jeunesse européenne aux Pays-Bas. Claire Martin finit cette compétition à la 4e place du concours par équipe et remporte le bronze à la poutre.
À la fin de l'été, Claire Martin décide de quitter le pôle espoir de Dijon pour intégrer l'INSEP à Paris.

### Carrière senior

#### 2013
En septembre 2013, Claire Martin commence sa carrière de senior en remportant une médaille de bronze au concours général des Coupes nationales à Mouilleron-le-Captif. Elle termine également 4e du concours par équipe au tournoi international de Massilia, à Marseille.

#### 2014
Pour sa première année complète parmi les seniors, Claire Martin termine 5e du concours général des championnats de France Élites. Sa performance lui permet de participer aux Championnats d'Europe. Qualifiée en finale de la poutre, elle chute sur sa sortie en double salto arrière carpé et termine à la 7e place.
En fin de saison, Claire Martin est sélectionnée pour participer aux Championnats du monde à Nanning, en Chine. Elle finit 13e avec l'équipe de France.

#### 2015
Claire Martin devient vice-championne de France en poutre à Rouen. Elle décroche sa sélection pour les Championnats d'Europe qui se déroulent à Montpellier. Elle termine 13e du concours général individuel et remporte la médaille de bronze à la poutre.

#### 2017
Claire Martin met un terme à sa carrière en janvier 2017

### Études
En 2017, Claire Martin obtient son baccalauréat scientifique avec une mention très bien ; elle quitte alors l'Insep pour aménager à Antibes et elle entame un BTS diététique dans un établissement de Nice.
Claire Martin poursuit ses études en tant qu'étudiante infirmière depuis septembre 2021 a l'Ifsi Mâcon, après avoir été une des nombreuses petites mains en première ligne préleveuse covid, deux activités faites a Mâcon en Côte-d'Or

## Palmarès senior

### Compétitions internationales

#### Championnats du monde
- Nanning 2014 :
  - 13e au concours général par équipes

#### Championnats d'Europe
- Sofia 2014 :
  - 7e en poutre
  - 11e au concours général par équipes

- Montpellier 2015 :
  -  Médaille de bronze en poutre
  - 13e au concours général individuel

### Compétitions nationales

#### Championnats de France
- Agen 2014 :
  - 5e au concours général individuel
  - 6e en poutre
  - 6e au sol

- Rouen 2015 :
  -  Médaille d'argent en poutre
  -  Médaille d'argent au sol
  - 5e au concours général individuel

#### Coupes nationales
- Mouilleron-le-Captif 2013 :
  -  Médaille de bronze au concours général individuel